# Anacamptodon splachnoides
Anacamptodon splachnoides là một loài Rêu trong họ Fabroniaceae. Loài này được (Froel. ex Brid.) Brid. miêu tả khoa học đầu tiên năm 1819.